# Konstantyn (syn Teofila)
Konstantyn (gr. Κωνσταντῖνος, ur. między 821/22 a 829, zm. w 835 w Konstantynopolu) – bizantyński współcesarz w latach 833–835 u boku swego ojca Teofila.

## Życiorys
Był najstarszym synem Teofila i jego żony Teodory. Został wyniesiony do godności współcesarza i koronowany. Bito monety z jego wizerunkiem. Zmarł prawdopodobnie w 835.